# David Bates (futbolista)
David Robert Bates (Kirkcaldy, Reino Unido, 5 de octubre de 1996) es un futbolista escocés que juega en la posición de defensa en el Standard de Lieja de la Primera División de Bélgica.

## Trayectoria
En 2018 fichó por el Hamburgo libre del Rangers.

## Clubes
| Club                               | País       | Año       |
| ---------------------------------- | ---------- | --------- |
| Raith Rovers F. C.                 | Escocia    | 2014-2017 |
| East Stirlingshire F. C. (cedido)  | Escocia    | 2015      |
| Brechin City F. C. (cedido)        | Escocia    | 2016      |
| Rangers F. C.                      | Escocia    | 2017-2018 |
| Hamburgo S. V.                     | Alemania   | 2018-2021 |
| Sheffield Wednesday F. C. (cedido) | Inglaterra | 2019-2020 |
| Círculo de Brujas (cedido)         | Bélgica    | 2020-2021 |
| Aberdeen F. C.                     | Escocia    | 2021-2022 |
| K. V. Malinas                      | Bélgica    | 2022-2024 |
| Standard de Lieja                  | Bélgica    | 2024-     |